# Melville (Rhode Island)
Melville è un census-designated place degli Stati Uniti d'America situato nello Stato del Rhode Island. La località fa parte del territorio comunale di Portsmouth.